# Dichelostroma powellii
Dichelostroma powellii är en svampart som beskrevs av Bat. & Peres 1963. Dichelostroma powellii ingår i släktet Dichelostroma, divisionen sporsäcksvampar och riket svampar.   Inga underarter finns listade i Catalogue of Life.